# Vicente Taborda
Vicente Taborda (Gualeguay, Entre Ríos; 14 de junio del 2001) es un futbolista argentino que se desempeña como extremo o enganche y su equipo actual es Platense de la Primera División de Argentina.

## Biografía
Vicente Taborda nació el 14 de junio de 2001 en Gualeguay.

## Trayectoria

### C. A. Boca Juniors
Sus inicios futbolísticos se produjeron en el Club Bancario de Gualeguay, hasta que los ojeadores Norberto Madurga y Roberto Madoery del Club Atlético Boca Juniors lo descubrieron en 2010.
Su debut en primera se produjo el 24 de julio de 2021 en un partido correspondiente al campeonato de Liga Profesional 2021, frente a Banfield, el encuentro terminó empatado 0-0 en Florencio Sola.

### C. A. Platense
En junio del 2022, fue cedido a préstamo al Club Atlético Platense hasta diciembre de 2023, sin cargo, sin opción de compra y teniendo la posibilidad de volver a Boca Juniors a los 6 meses, en caso de que el Xeneize lo solicite. Hasta la actualidad no ha tenido más que buenas actuaciones, convirtiendo 2 goles en tan solo 5 partidos.

### C. A. Boca Juniors
En agosto de 2023, Taborda regresó a Boca Juniors a pesar de que iba a estar hasta diciembre de 2023 en Platense, pero finalmente, el Consejo de Boca decidió hacer uso de la repesca que tenía una vez que finalizara la Liga Argentina. En este ciclo disputó la final de la Copa Libertadores.

### C. A. Platense
El 4 de septiembre se 2024 se produce su segundo ciclo en El Calamar. Sin lugar en Boca debido a ser pedido por Jorge Almirón mas no por Diego Martínez, Vicente Taborda regresa a su ex club cedido por 18 meses sin opción de compra. Vicente se afirmó como titular en el Torneo Apertura 2025, siendo titular en todos los encuentros mata-mata que disputó Platense, eliminando a Racing Club, River Plate y San Lorenzo de Almagro respectivamente.

## Estadísticas

### Clubes
- Actualizado hasta el 16 de agosto de 2025.

| Club | Div.                | Temporada           | Liga  | Liga  | Liga   | Copas Nacionales(1) | Copas Nacionales(1) | Copas Nacionales(1) | Torneos internacionales(2) | Torneos internacionales(2) | Torneos internacionales(2) | Total | Total | Total  |
| Club | Div.                | Temporada           | Part. | Goles | Asist. | Part.               | Goles               | Asist.              | Part.                      | Goles                      | Asist.                     | Part. | Goles | Asist. |
| --- | ------------------- | ------------------- | ----- | ----- | ------ | ------------------- | ------------------- | ------------------- | -------------------------- | -------------------------- | -------------------------- | ----- | ----- | ------ |
| C. A. Boca Juniors Argentina | 1.ª                 | 2021                | 3     | 0     | 0      | —                   | —                   | —                   | —                          | —                          | —                          | 3     | 0     | 0      |
| C. A. Boca Juniors Argentina | 1.ª                 | 2022                | 1     | 0     | 0      | 1                   | 0                   | 0                   | —                          | —                          | —                          | 2     | 0     | 0      |
| C. A. Boca Juniors Argentina | 1.ª                 | 2023                | —     | —     | —      | 5                   | 0                   | 0                   | 1                          | 0                          | 0                          | 6     | 0     | 0      |
| C. A. Boca Juniors Argentina | 1.ª                 | 2024                | 2     | 0     | 0      | 3                   | 0                   | 0                   | 1                          | 0                          | 0                          | 6     | 0     | 0      |
| C. A. Boca Juniors Argentina | Total club          | Total club          | 6     | 0     | 0      | 9                   | 0                   | 0                   | 2                          | 0                          | 0                          | 17    | 0     | 0      |
| C. A. Platense Argentina | 1.ª                 | 2022                | 22    | 3     | 0      | —                   | —                   | —                   | —                          | —                          | —                          | 22    | 3     | 0      |
| C. A. Platense Argentina | 1.ª                 | 2023                | 25    | 2     | 3      | 2                   | 0                   | 0                   | —                          | —                          | —                          | 27    | 2     | 3      |
| C. A. Platense Argentina | 1.ª                 | 2024                | 14    | 0     | 0      | 0                   | 0                   | 0                   | 0                          | 0                          | 0                          | 14    | 0     | 0      |
| C. A. Platense Argentina | 1.ª                 | 2025                | 22    | 5     | 1      | 1                   | 1                   | 0                   | 0                          | 0                          | 0                          | 23    | 6     | 1      |
| C. A. Platense Argentina | Total club          | Total club          | 83    | 10    | 4      | 3                   | 1                   | 0                   | 0                          | 0                          | 0                          | 86    | 11    | 4      |
| Total en su carrera | Total en su carrera | Total en su carrera | 89    | 10    | 4      | 12                  | 1                   | 0                   | 2                          | 0                          | 0                          | 103   | 11    | 4      |
| (1) Incluye datos de la Copa de la Liga y Copa Argentina. (2) Incluye datos de la Copa Libertadores. (3) No incluye goles en partidos amistosos. |                     |                     |       |       |        |                     |                     |                     |                            |                            |                            |       |       |        |

## Palmarés

#### Campeonatos nacionales
| Título           | Equipo             | País      | Año    |
| ---------------- | ------------------ | --------- | ------ |
| Primera División | C. A. Boca Juniors | Argentina | 2022   |
| Primera División | C. A. Platense     | Argentina | A-2025 |

#### Otros logros
| Título            | Equipo             | País      | Año  |
| ----------------- | ------------------ | --------- | ---- |
| Torneo de Reserva | C. A. Boca Juniors | Argentina | 2021 |
| Torneo de Reserva | C. A. Boca Juniors | Argentina | 2022 |